# Iflissen Lebhar
Iflissen Lebhar (en berbère : ⵉⴼⵍⵉⵙⵙⴻⵏ ⵍⴻⴱⵀⴰⵔ) également appelée Flissa, est une confédération (taqbilt) composée de quatre tribus de grande Kabylie (Âarc ou Âarchs). Le territoire des Iflissen Lebhar est limité à l'ouest par l'oued Ferraoun qui les séparent de la tribu des Aït Slegguem et s'étend à l'est jusqu'à la pointe d'Aït Raouna où se situe le territoire des Aït Djennad qui marque une frontière jusqu'au sud-est. Le sud-ouest du territoire de la confédération  est délimité par la confédération des Aït Ouaguenoun. 
La tribu des Iflissen est une tribu de grande Kabylie occupant le littoral entre Dellys et Azzefoun (ex-Port-Gueydon), rendue célèbre par la fabrication de sabres auxquels elle donna son nom. Il s’agit plus précisément des Iflissen l-Bahr qui doivent leur nom à leur implantation dans la Kabylie maritime. Le nom de Flissa / Iflissen a été rapproché de celui des Isaflenses*, puissante gens (tribu) de l’Antiquité qui est connue pour avoir pris part dans les années 373-375 à la très grave révolte de Firmus*. Seuls une vague analogie entre les deux noms et le fait que les Isaflenses occupaient peut-être le bassin de Tisser peuvent être présentés en faveur de cette identification défendue par Berbrugger, Carette, Cat et Boulifa mais rejetée par S. Gsell, C. Courtois et J. Desanges. Il est bon, toutefois de noter, à la suite de Carette, qu’une fraction, celle des “Flisset Melil” était établie sur les bords de l’oued Isser et donc occupait le territoire qu’on prête volontiers aux Isaflenses. Vers l’intérieur les limites du territoire des Iflissen l’Bafir correspondent, au sud, à la montagne de Dra Moulit par où passe la ligne de partage des eaux entre le bassin du Sébaou et le versant méditerranéen. 
Les Iflissen Lebhar ont fait leur réputation autour d'un artisanat très particulier puisque ces habitants sont en effet des armuriers accomplis, très qualifiés en arme blanche. Les villages des Iflissen Lebhar ont longtemps été apparentés à de petites villes manufacturières dont l'artisanat de l'arme blanche et notamment du sabre (le Flissa) avait permis la prospérité[évasif]. Certains villages étaient appelées Tlata tuddar, les « trois villages », et offraient les caractéristiques d’un début de réel processus d’urbanisation. 
La géographie accidentée du territoire de Iflissen Lebhar ne permet pas le développement de l'agriculture hormis les figues et le raisin. Le développement de l'artisanat a été nécessaire dans cette région de la Kabylie maritime où il se dit que « L'armurier arrive presque toujours à l'aisance »[réf. nécessaire].

## Conflits contre l'autorité ottomane en Algérie
Au XIXe siècle, les villages d'Ighil Boussouel, Taourirt n'Aït Zouaou et Issoukan comptaient plus d'une centaine d'armuriers dotant la confédération des Iflissen Lebhar du plus vaste arsenal d'arme blanche de toute la grande Kabylie[évasif][réf. nécessaire]. 
La confédération tribale des Flissa, composée de tribus kabyles, fut l’une des principales forces de résistance à l’autorité ottomane en Algérie entre le XVIIIe et le début du XIXe siècle. Ce conflit de longue durée, marqué par des insurrections, des affrontements sanglants et des négociations, mit en scène des personnalités notables des deux camps. 
1. Contexte et premières insurrections (1767–1769) En 1767, les Flissa se soulèvent contre le pouvoir ottoman, refusant de payer l'impôt et contestant l'autorité du caïd du Sebaou. Une vaste expédition militaire est lancée en 1768 par le Dey Mohammed ben Othman. Malgré la participation des beys de Constantine, Oran et Titteri, et la mobilisation d’une importante armée ottomane, les Flissa remportent une victoire écrasante. L’armée ottomane perd près de 4 200 hommes. Ce succès militaire incite le Dey d'Alger à revoir sa stratégie. 
2. Le blocus et la médiation d’Ahmed Ben Kanoun (1769) Face à l’impossibilité d’obtenir une victoire militaire, le Dey impose un blocus économique aux Flissa. La famine s’installe. C’est dans ce contexte qu’intervient Ahmed Ben Kanoun, chaouch de l’Agha Yahia . Il initie des pourparlers avec El-Haoussin ben Zamoum, chef des Flissa. En 1769, un accord de paix est signé : chaque tribu paiera un tribut annuel de 100 réaux boudjoux, mais les Turcs ne pourront plus pénétrer dans les villages ni intervenir dans leurs affaires internes. Les receleurs doivent se replier vers les villages du centre. Cette paix marque un tournant dans les relations entre les deux camps. 
3. L’exécution de Ben Zamoum et la relance du conflit (1794) En 1794, El-Haoussin ben Zamoum est arrêté à Alger sur la base de prétextes fallacieux. Il refuse de demander grâce malgré une issue possible. Il est exécuté publiquement sur ordre de l’Agha Mustapha ben Mustapha. La corde casse deux fois pendant l'exécution publique. Sa mort déclenche une nouvelle insurrection des Flissa, menée par son fils El-Hadj Mohamed ben Zamoum. Un blocus similaire à celui de 1769 est imposé, sans résultat. 
4. Nouvelle médiation de Mohamed Ben Kanoun (1798) Fils d’Ahmed, Mohamed Ben Kanoun, devenu Caïd des Isser, reprend le rôle diplomatique de son père. Il négocie une nouvelle paix avec El-Hadj Mohamed ben Zamoum :
- Réduction de l’impôt à 50 réaux par tribu.
- Maintien de l’autonomie interne des Flissa.
- Amnistie pour les transfuges comme Amara ben Yahia. Cette entente stabilise temporairement la région.

5. Derniers soubresauts et implication d’Ahmed Ben Kanoun (1814–1817) En 1814, un nouvel affrontement a lieu lorsque les Flissa attaquent l’avant-garde turque commandée par Mohamed Ben Kanoun, fils du caïd. Sa colonne est décimée mais il parvient à se replier. Une contre-attaque permet de repousser les Kabyles, tuant plusieurs combattants. En 1817, une ultime paix est négociée par Ahmed Ben Kanoun (frère de Mohamed). Les Flissa obtiennent une réduction globale de leur impôt à 500 réaux pour l'ensemble de la confédération. Cette paix tiendra jusqu'à la conquête française.
| Nom                       | Rôle              | Période    | Actes marquants                                                             |
| ------------------------- | ----------------- | ---------- | --------------------------------------------------------------------------- |
| Ahmed Ben Kanoun (père)   | Chaouch de l’Agha | 1769       | Négocie la paix après la grande révolte, établit un accord stable.          |
| Mohamed Ben Kanoun (fils) | Caïd des Isser    | ~1790–1814 | Reprend les négociations de paix en 1794 ; chef militaire impliqué en 1814. |
| Ahmed Ben Kanoun (frère)  | Diplomate local   | ~1817      | Négocie l’ultime paix avec les Flissa avant la période française.           |

Le conflit entre les Flissa et les Ottomans fut un épisode majeur de la résistance kabyle au pouvoir central d’Alger. 

## Tribus(Âarchs)
- Tifra
- Aït Zerara
- Aït Himed
- Aït Zaouaou

## Communes
- Iflissen
- Tigzirt
- Mizrana

## Villages de la tribu
- Ait Si Ali
- Aït Youssef
- taksebt
- Timizar
- Imsounene
- Ighil Boussouel
- Taourirt N’Aït Zouaou
- Adrar
- Issoukan
- Boumaghis
- Issenadjene
- Agouni moussi
- Taourirt arbache
- Tala n chebiha
- Iguer n salem
- Iguer n Tala (Tiguer Tala)
- Iknache
- Aïfane
- Ifalkan
- Tizi-temlelt
- Tasennant
- Iguer ansar (Iger anser)
- Iheddaden
- Takhamt laalam
- Arvi
- Timliline
- Taguerssifte
- Ighil-ighes
- Oumedene

## Personnalité
- Musique : Abdelkader Chaou, Moumouh
- Entrepreneuriat : Arezki Idjerouidène